# درهم المحراب والعنزة
دراهم المحراب والعنزة، هي طراز من الدراهم العربية الساسانية، نسب كثير من الباحثين هذا الطراز إلى الخليفة الأموي عبدالملك بن مروان، في حين ظهرت دراسة حديثة ونسبته إلى عبدالله بن الزبير، وإن اتفق الباحثون على أن مكان السك هو إحدى دور السك في المشرق الإسلامي الذي كان تحت سيطرة عبد الله بن الزبير وأخيه مصعب بن الزبير.

## الوجه
عليه صورة شخصية نصفية وجهها بهيئة جانبية، وصدرها أمامي بالهيئة العامة للصور النصفية نفسها على الدراهم العربية الساسانية، ولكن تفصيلات الصورة تختلف عن الصورة التقليدية التي تظهر على الدراهم العربية الساسانية، ويلحظ أن الصورة في داخل دائرتين، ويوجد هامش كتابي كتاباته في اتجاه عقرب الساعة، تبدأ عند علامة الساعة 12 يتخلله ثلاثة أهلة وشكل مستدير (كرة) أعلى غطاء الرأس، ونص كتابات الهامش: بسم الله، لا إله إلا الله وحده، محمد رسول الله، ويشغل المساحة الباقية بعد لفظ الجلالة «الله» في آخر النص ثلاث كرات في هيئة مثلث.
وعلى يمين الصورة النصفية ويسارها كتابات بالبهلوية، ترجمتها بالعربية: «يزيد مجد العاهل خسرو».

## الظهر
يلحظ أن العناصر التصويرية في المركز تؤطرها ثلاث دوائر، تليها جهة الخارج أربعة أهلة، بوسط كل منها نجمة، ويكتنف كل هلال كرتان صغيرتان، وبجانب الهلال العلوي كتابة بالبهلوية تمجد الحاكم، وهو تمديد جرت العادة بنقش عباراته على المسكوكات الساسانية.
والعناصر التصويرية في المركز تتمثل في عمودين لكل منهما قاعدة وتاج، وبدن كل منهما زخرف بضلوع لولبية، ويعلوهما عقد نصف مستدير، تبدو صنجاته في هيئة زخرفية، والتكوين المعماري يأخذ هيئة المحراب، وبين العمودين داخل المحراب «عَنَزَة» قائمة على على قاعدة مزدودة في هيئة حرف v بوضع مقلوب.
وتوجد كتابات باللغة العربية إلى يسار قائم العنزة ويمينه، كما توجد كتابات عربية أخرى على جانبي العمودين من الخارج في جهة اليسار، مختلف في قراءتها على ثلاثة اقتراحات:
الاقتراح الأول: نَصَرَ الله أمير المؤمنين خليفة الله.
الاقتراح الثاني: نَصْرُ الله أمير المؤمنين خَلَفْت الله.
الاقتراح الثالث: نَصَر الله أمير المؤمنين حلقة الله.

## المحراب والمعزة
يمكن القول أن رسم المحراب على هذه الدراهم هو إشارة إلى قبلة المسلمين في الصلاة، وهي الكعبة المشرفة، وكان المحراب قد استخدم في المساجد المبكرة منذ صدر الإسلام لتحديد اتجاه القبلة، كما نقش بداخل المحراب رسم لعنزة رسول الله صلى الله عليه وسلم، وهذه العنزة كانت ضمن ثلاث عنزات بعث بها النجاشي ملك الحبشة إلى رسول الله، فأعطى واحدة لعلي بن أبي طالب، ووحدة لعمر بن الخطاب، واحتفظ لنفسه بواحدة.

## تاريخ السك
نال الدرهم اهتمام عدد كبير من الباحثين في مجال المسكوكات، فقاموا بدراسته، واجتهدوا في تحديد أسباب سكه، ووضع تاريخ له ومحاولة معرفة مكان سكه، وأول الباحثين اهتماماً بهذا الدرهم هو الأمريكي الدكتور جورج مايلز george miles حيث أفرد له بحثاً مستقلاً، ذهب من خلاله إلى أن الصورة المنقوشة بمركز الوجه هي لأمير المؤمنين عبد الملك بن مروان، وأن هذه الدراهم ضربت في دمشق بعد سنة 75هـ، وقبل مرحلة التعريب، وقد وافق السيد جريسون grieson على رأي مايلز دون اقتراح جديد، ولكن الدكتور مايكل بانس michael bates ذكر أن ليس من الضروري أن تكون هذه الدراهم قد ضربت في دمشق على الرغم من أنها تحمل ألقاب الخلافة التي ظهرت على الدراهم المضروبة في دمشق، ولم يضع باتس تاريخاً محدداً لسك هذه الدراهم، وإن رجح ضربها في سنة 75هـ، أو أنها ضربت في الفترة من سنة 77هـ إلى سنة 79هـ، وهي بداية ظهور الظراز الإسلامي -على حد قوله-، وقال إن هذه الدراهم تمثل طرازاً جديداً ضرب بعد طراز الخليفة الواقف ليملأ الفراغ في التعامل في تلك الفترة، بينما رجح الأستاذ سمير شما أن يكون هذا الطراز ضرب في سنة 76هـ أو 77هـ.